# 요쇼쿠

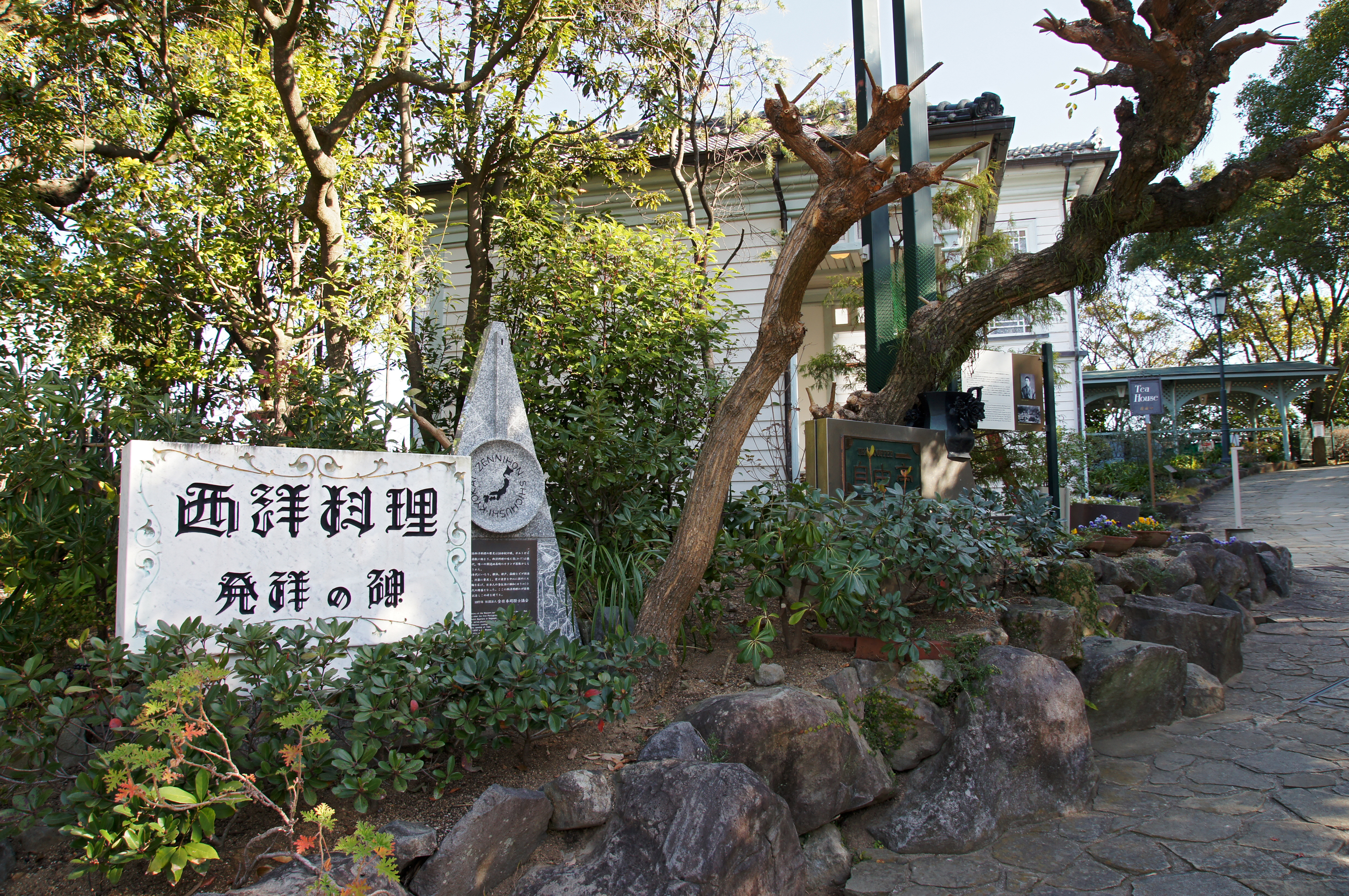
구라바엔 지유테이(自由亭) 앞에 있는 서양 요리 발상의 비 (나가사키현 나가사키시)

요쇼쿠(일본어: 洋食, ようしょく→양식)는 일본에서 독자적으로 개발한 서양식 요리를 가리키는 일본 요리의 한 범주이며, 일반사단법인 일본 요쇼쿠 협회에서는 일본의 양식은 쌀밥에 맞게 먹는 일본에서 독자적인 진화를 이룬 서양 요리라고 정의하고 있다.
요쇼쿠는 막말부터 메이지 시대에 걸쳐 태어난 서양 사람을 위한 서양 요리 가게에서 기원한다. 그 가게에서 허드렛일을 한 일본의 요리사들은 이후 일본 각지에서 자신의 가게를 열고 요쇼쿠를 전파했다. 또 일본의 육·해군은 군대가 창설될 때 유럽의 강대국 군대 하에서 이루어졌기 때문에, 일찍부터 서양식 요리를 급식과 야전 식량에 도입했다. 이렇게 서서히 일본인에게 알려지게 된 서양 요리는 요쇼쿠라고 불리게 되었다. 이미 1882년, 후쿠자와 유키치의 《황실론》에서 요쇼쿠라는 단어를 썼다.
그때까지 일본인은 일반적으로 짐승 육식을 기피하고 있었기 때문에, 쇠고기나 돼지 고기를 주체로 하는 서양 요리에 큰 거부감이 있었다. 그러나 메이지 정부가 국민의 체격 향상을 위해 육식을 장려하고, 메이지 천황이 스스로 쇠고기를 밥상에 올렸다는 신문 보도도 있다. 그 때문에 시민 사이에서도 소고기 전골 등의 형태로 서서히 육식이 시작되었다.
메이지 시대에서는 서양 요리의 재료를 완벽하게 갖출 수가 없어서 대용 재료가 사용되기 시작하였다. 또한 일본인 입맛에 맞게 재료가 추가되고 빠지기 시작했다. 그렇게 해서 태어난 일본적인 양식의 대표가 돈가스, 카레라이스, 고로케, 가키프라이, 새우튀김, 오므라이스이다. 돈가스는 밥과 된장국과 단무지를 세트로 한 일본 요리로 알려지게 되었다. 메이지 시대에는 서양 요리는 고급 요리였으며, 프랑스 요리가 중심이었지만, 다이쇼 ~ 쇼와 전쟁 시기에 일본적인 양식을 중심으로 한 대중 음식점도 등장하게 되었다.

## 같이 보기
- 경양식
- 와쇼쿠